# Michael William Balfe
Michael William Balfe, irski skladatelj, violinist, operni pevec in dirigent, * 15. maj 1808, Dublin, † 20. oktober 1870, Rowney Abbey pri Londonu.

## Opere (izbor)
Balfe je danes najbolj poznan po svoji operi The Bohemian Girl (slov. Ciganska deklica). Krstna predstava te operne tridejanke je bila 27. novembra 1843 v Londonu. 
- The Maid of Artois (1836)
- Catherine Grey (1837)
- Joana iz Arca (1837)
- Falstaff (1838)
- Amelia ali Ljubezenski preizkus (1838)
- Keolanthe (1841)
- Hči svetega Marka (1844)
- Siciljanska nevesta (1852)
- Castilska vrtnica (1857)
- Puritanska hči (1861)